# Aftonposten (Finland)

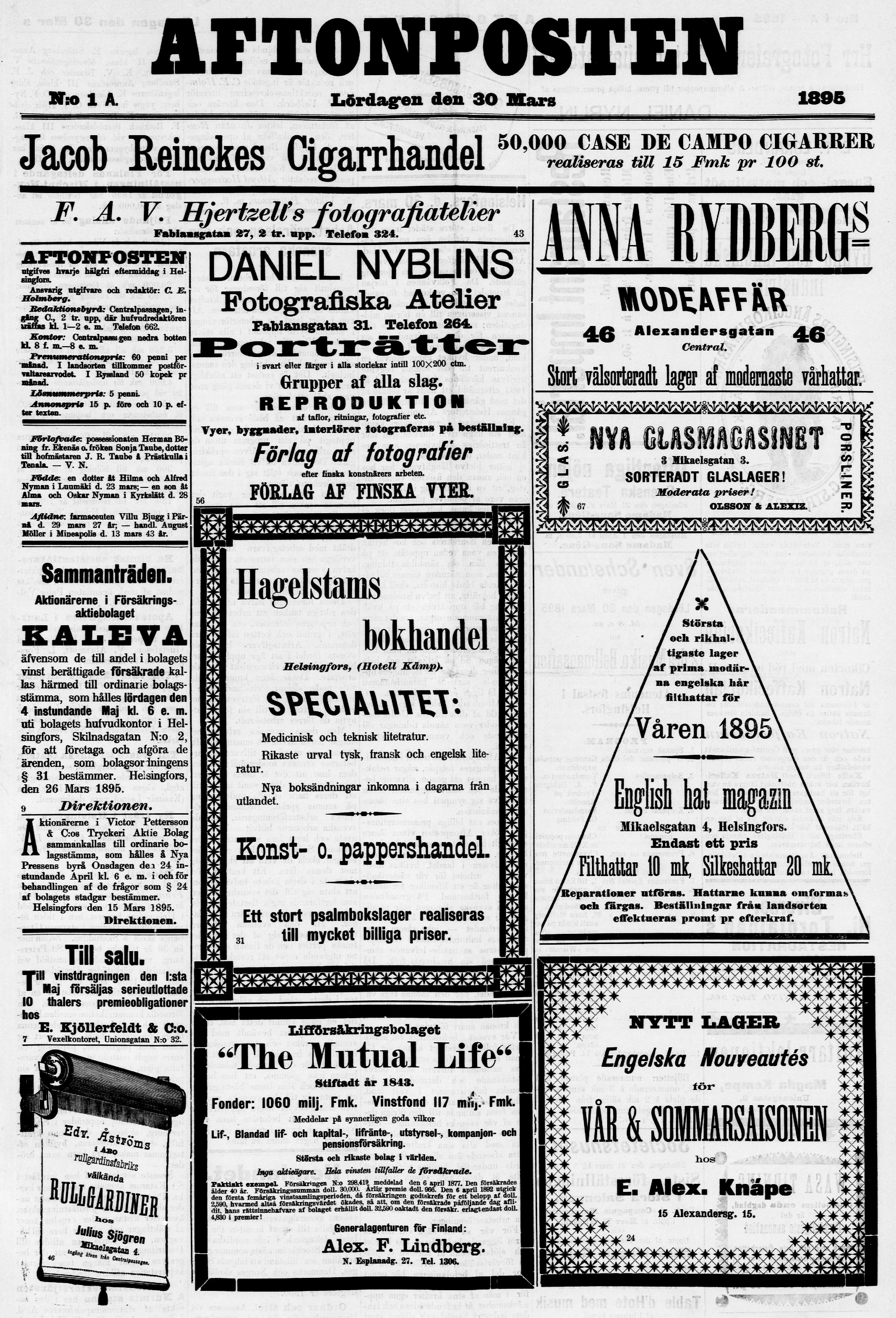
Aftonpostens första egentliga nummer. Del 1/3.

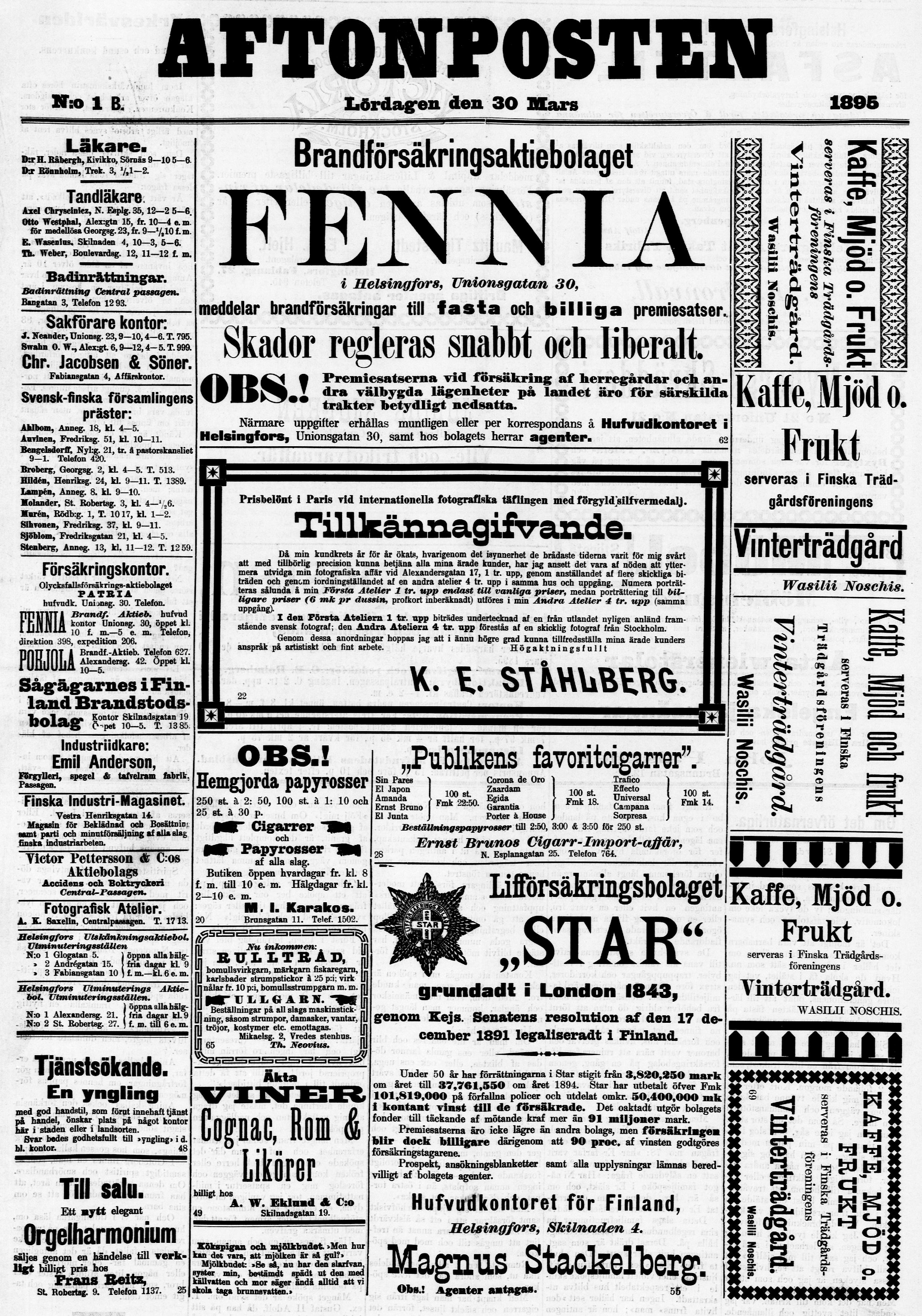
Aftonbladets första egentliga nummer. Del 2/3.

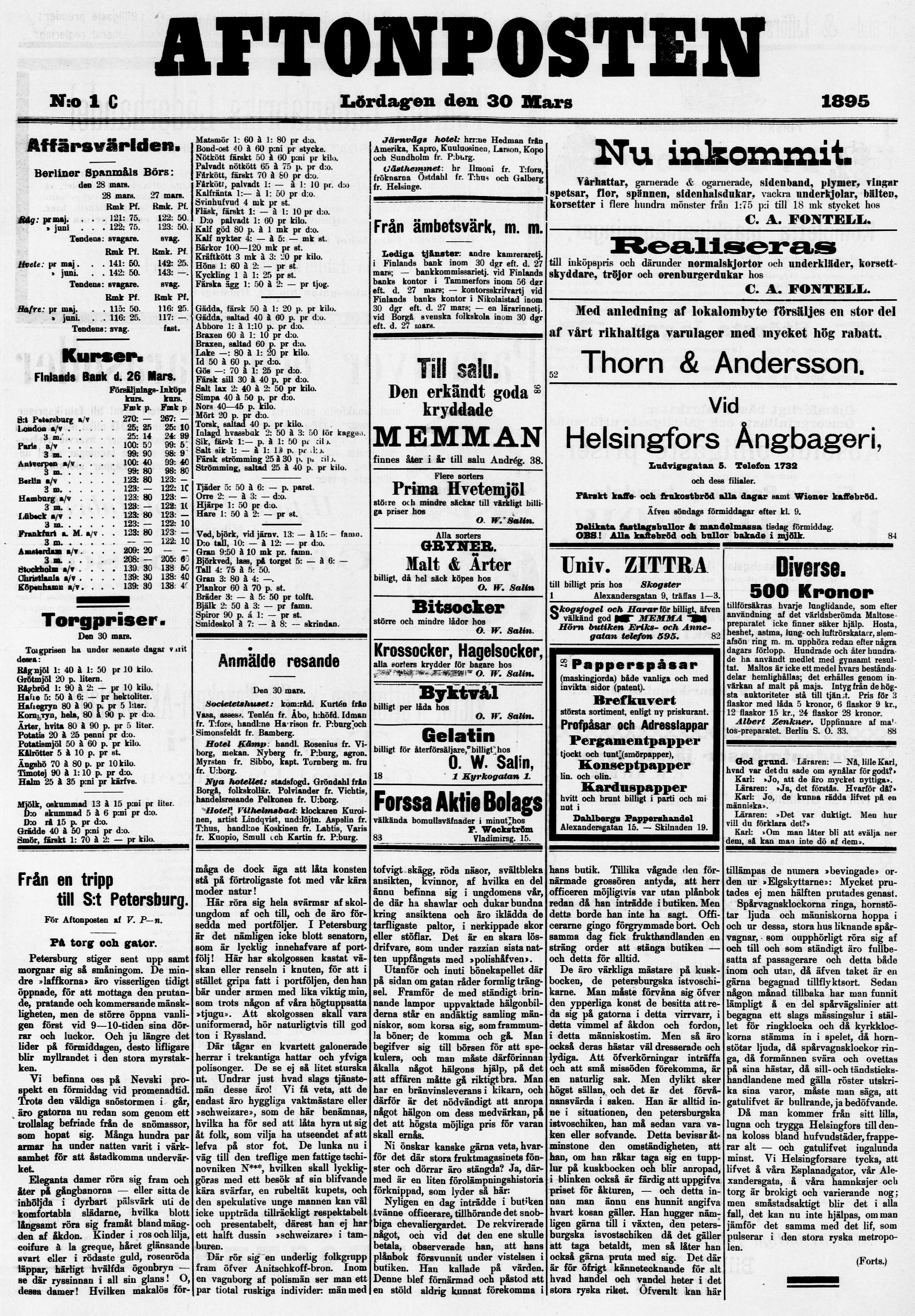
Aftonbladets första egentliga nummer. Del 3/3.

Aftonposten (var en dagstidning som gavs ut i Helsingfors åren 1895–1900. Den kan betraktas som en fortsättning av de tidigare Aftonbladet (1892–1893) och Helsingfors Aftonblad (1893–1895), som hade samma ansvarige utgivare.
Tidningen drogs in på grund av presscensuren i början av 1900-talet.
En dagstidning med namnet Aftonposten utgavs i Helsingfors även 1944–1945.

## Chefredaktörer
- Viktor Petterson 1892–1893 (Aftonbladet)
- Ossian Reuter 1893–1895 (Helsingfors Aftonblad)
- Frans Johan Valbäck 1895–1898 (Aftonposten)
- Ernst Gråsten 1889–1900 (Aftonposten)[2]
- Torsten Aminoff 1944–1945 (Aftonposten)

## Upplaga
- 1893: 3 500
- 1895: 2 500
- 1896: 2 700
- 1900: 3 000[2]